# モンテベッロ・ディ・ベルトーナ
モンテベッロ・ディ・ベルトーナ（イタリア語: Montebello di Bertona）は、イタリア共和国アブルッツォ州ペスカーラ県にある、人口約900人の基礎自治体（コムーネ）。

## 地理

### 位置・広がり

#### 隣接コムーネ
隣接するコムーネは以下の通り。
- チヴィテッラ・カザノーヴァ
- ファリンドラ
- ペンネ
- ヴィッラ・チェリエーラ

## 行政

### 分離集落
モンテベッロ・ディ・ベルトーナには、以下の分離集落（フラツィオーネ）がある。
- Campo Bertona, Campo delle Piane, Campo Mirabello, Campo Santa Maria, Colasante